# EXOSAT
EXOSAT (European X-Ray Observatory Satellite) war das erste Röntgen-Observatorium der europäischen Raumfahrtbehörde ESA. Hauptauftragnehmer war die deutsche Firma Messerschmitt-Bölkow-Blohm (MBB).
EXOSAT sollte als erster Wissenschaftssatellit mit der damals neuen europäischen Rakete Ariane 1 gestartet werden. Er startete dann jedoch am 26. Mai 1983 mit einer Delta-3914-Rakete vom Raumfahrtbahnhof Vandenberg in den USA in eine hochexzentrische Erdumlaufbahn zwischen 347 km und 191.709 km Höhe und 72,5° Äquatorneigung. Die Umlaufzeit betrug 90,6 Stunden. EXOSAT war bis zum Ausfall der Lageregelung am 9. April 1986 in Betrieb und trat am 6. Mai 1986 wieder in die Erdatmosphäre ein, wo er verglühte.
EXOSAT hatte drei gleich ausgerichtete Instrumente für die Energiebereiche 0,05–2,5 keV, 2–20 keV und 1–50 keV. Durch die besondere Umlaufbahn waren lange, ununterbrochene Beobachtungen veränderlicher Objekte möglich. Bedeckungen von Röntgenquellen durch den Mond wurden benutzt, um diese genauer zu lokalisieren und ihre Struktur besser als in der Teleskopauflösung entsprechend bestimmen zu können.
EXOSAT entdeckte quasiperiodische Helligkeitsschwankungen in Röntgendoppelsternen und machte insgesamt 1.780 Beobachtungen von Röntgenquellen, wie aktiven galaktischen Kernen, den Coronae von Sternen, weißen Zwergen, veränderlichen Sternen, Galaxienhaufen und Supernovaüberresten.